# Џаксон Сентер (Охајо)
Џаксон Сентер (енгл. Jackson Center) град је у америчкој савезној држави Охајо.

## Демографија
По попису из 2010. године број становника је 1.462, што је 93 (6,8%) становника више него 2000. године.
| Група             | 2000.         | 2010.         |
| Белци             | 1.353 (98,8%) | 1.417 (96,9%) |
| Афроамериканци    | 7 (0,5%)      | 0 (0,0%)      |
| Азијати           | 0 (0,0%)      | 2 (0,1%)      |
| Хиспаноамериканци | 6 (0,4%)      | 25 (1,7%)     |
| Укупно            | 1.369         | 1.462         |